# Magyar Diákok Egyesülete
A Magyar Diákok Egyesülete – Verein Ungarischer Studierender (MDE-VUS) egy 1999-ben alapított, Bécsben működő magyar, önkéntes, nonprofit és független diákszervezet (NGO), amely az Ausztriában tanuló magyar hallgatók érdekeit képviseli. Célja a bécsi továbbtanuláshoz szükséges információk átadása, rendszeres tanácsadás nyújtása, valamint közösségi programok szervezése, amelyek elősegítik a magyar diákélet fejlődését és a közösség összetartását az osztrák fővárosban.

## Történet
A Magyar Diákok Egyesülete - Verein Ungarischer Studierender (MDE-VUS) 1999. május 17-én alakult meg Bécsben Vajda Péter kezdeményezésére. A Collegium Hungaricum és a bécsi magyar öregdiákok körében már régóta fennállt az igény egy új diákszervezet létrehozására, így Vajda Péter Sinkó Zoltán barátjával és iskolatársával összefogva megalapította az MDE-VUS-t, akkor még „Verein Ungarischer Studenten” néven.

### Fejlődés
Az egyesület az évek során egyre több programot szervezett a bécsi magyar diákság számára. Míg kezdetben főként a közösségi események, mint például a bulik álltak a középpontban, később megjelentek az informálisabb, tájékoztató jellegű programok, melyek a bécsi diákok mindennapi ügyeinek intézését hivatottak segíteni.
Az MDE szervezeti struktúrájában is többször átalakult. Kezdetben minden résztvevő személy, aki eljárt az eseményekre tagnak számított, míg a 2000-es évek közepe óta a tagság már csak a szervezőkre vonatkozik. A 2017-es állami tanügyi reform jelentős változást hozott, amelynek értelmében a B2 szintű német nyelvvizsga helyett már a C1 vált minimális követelménnyé. Ez a módosítás a bécsi magyar diákság létszámának csökkenéséhez vezetett, ami az állandó tagok számában is visszaesést eredményezett. A helyzetet tovább súlyosbította a Covid-19 járvány, amit a 2023-as adatok is alátámasztanak. Jelentős fordulópontot 2024 októbere hozott, amikor az MDE rekordot döntött, elérve a 21 főt.
Jelenlegi az egyesület működését a 2016-ban bevezetett társelnökségi rendszer keretében két társelnök és három alelnök irányítja.

### Elnökök[4]
- Vajda Péter (1999–2001): Az egyesület alapító elnöke.
- Aradi Csaba (2001–2003)
- Borbély Emese (2003–2004): Az AKH kórházi projekt kezdeményezője.[5]
- Szabados Viktor (2005–2011)
- Tóth Kata (2011–2013)
- Ujvári Péter (2013–2015): Az MDE-Alumni Club megalapítója és jelenlegi elnöke.
- Paluska Zsuzsanna (2015–2016)
- Endre Bálint (2016–2018): Együtt lettek elnökök Szemerszki Gergellyel, ekkor kezdődött a társ-elnökség az MDE-ben, azóta mindig 2 elnök van.[3]
- Szemerszki Gergely (2016–2018)
- Gyerák Csaba (2018–2020)
- Gorzás Réka (2019–2021)
- Tóth Domonkos (2020–2022)
- Elek Fanni (2021–2023)
- Ulrich Márk (2022–2024)
- Vajda Menyhért (2023–2025)
- Böhm Hanna (2024–)
- Gouth Amália (2025–)

### Tagok
Tasnádi Bálint, Velez Árpád, Kakas Anna, Posta Enikő, Mazalin Kata, Kovács-Andor Levente, Vas Zoltán, Bruck József, Reiner Anna, Stamüller Krisztina, Baranyai Gréta, Garda Zsófia, Nagy Gergely Dániel, Magyar Bálint, Filep István, Demjanics Mária, Berta Judit, Erdey- Gruz Mária, Major Dávid, Mesteri Márton, Sall Ágnes, Sugár Ágnes, Székelyföldi Tamás, Takács Dóra, Gregor István, Pál Erik, Gregor András, Somoskeöy Péter, Tóth Gábor, Zörényi Kristóf, Pimper Fanni, Mata Balázs, Nika Csicsoova, Kékesi Christopher, Szöts Nikolett, Klaizer Krisztina, Kelemen Zsófia, Daniella Moreno-Huerta, Ertl Kata Anna, Aranyosi Ádám, Göndör Gábor, Szita Dóra, Deme Áron, Wéninger Patrik, Sebestyén Zsombor, Murányi Nándor, Trojkó Tamás, Tóth Benjamin, Dohovits Ágnes, Stánitz Veronika, Bajnóczi Erik, Lestyán Sára, Némedi-Tóth Zsófi, Vita Csaba, Nádor Milán, Kiss Petra Barbara, Biro Blanka, Horvath Norbert, Zombori Bálint, Mikoly Mercédesz, Pedro Bálint, Vozár Ili, Slajcho Levente, Vajda Szabolcs, Niedermayer Kolos, Kusztor Milán, Illés Roland, Kadosa Péter, Muck Beatrix, Hambuch Paola, Roszik Helga, Ferbár Dániel, Stein Zsófia, Körömi Csongor, Lőrincz Barnabás, Élő Máté, Muck Beatrix, Szotyori Marcell, Őri Laura, Csekő Dominik, Dravecz Luca, Kurucz Gábor, Dobos Ákos, Bakonszegi Laura, Bócz Gabriella, Schmidt Patrik, Mészáros Bence, Gál Szabolcs, Baranyai Petra, Gyémánt Zsófia, Kocsis Boglárka, Telek Márton, Tóth Tamás, Kovács Boglárka, Lajos Sára Andrea, Orbán Olivér, Tóth Tamás, Balogh Hanna, Bódi Alexander Gábor, Dalnoki Janka Zóra, Filótás Tamás, Győri Gellért, Hammer Zsófia, Kalydy Kolos, Körmendy Patrik, Oszlánszky Lili Luca, Bogár Márton, Váczi Kristóf

## Szervezeti felépítés

### Tisztségek[7][8]
Elnökök
- Böhm Hanna (senior)
- Guoth Amália (junior)

Alelnökök:
- Lajos Sára Andrea - Rendezvényszervezésért felelős alelnök
- Orbán Olivér - Marketingért felelős alelnök
- Tóth Tamás - HR alelnök

### Működés[9]
A diákszervezet teljes mértékben önkéntes alapon működik, tagjai nem részesülnek anyagi juttatásban és tagsági díj sincsen. Az érdeklődők számára az évente legalább egyszer megrendezett Tagtoborzó esemény biztosít lehetőséget a csatlakozásra. A szervezet havi egyszer tart egy kötelező részvételű gyűlést, ahol a tagok közösen határozzák meg a jövőbeni feladatokat és eseményeket.

#### Rendezvényszervezés
Ez a részleg felelős az egyesület által szervezett események megtervezéséért és lebonyolításáért. Feladatkörébe tartozik többek között kulturális programok, szórakoztató rendezvények, társasjáték-estek, sörpong-bajnokságok és egyéb közösségi események szervezése.

#### Marketing
A marketing részleg felelős a szervezet kommunikációjának irányításáért, amely magában foglalja a közösségi média felületek kezelését, az események promócióját, valamint az egyesület online jelenlétének fenntartását és erősítését.

#### HR
A HR részleg felel a tagokkal kapcsolatos ügyek intézéséért, beleértve a közösségépítést és a csapatkohézió erősítését. Feladatai közé tartozik az évközbeni csapatépítő programok, valamint évi két alkalommal egy-egy nagyobb kirándulás megszervezése is.

#### Információ
Ez a részleg felel az egyesülethez érkező kérdések megválaszolásáért, e-mailen, a közösségi média felületeken és a messenger chatszobáiban. Ezen kívűl az ő feladatuk az évente két alkalommal, februárban és márciusban megrendezett információs hétvége előkészítése és lebonyolítása. A program célja a bécsi továbbtanulás iránt érdeklődő magyar diákok elősegítése a leendő szakirányukról és a bécsi életről való tájékozódásban. Többek között sor kerül az egyetemi karok meglátogatására, előadásokra különböző témákban (például az egyetemi rendszer, lakhatás, munkalehetőségek, ösztöndíjak stb.) és csoportos ismerkedős játékokra.

### Az egyesületi tagság előnyei
- évi két csapatépítő utazás,
- extra programok kizárólag a tagok számára,
- kapcsolatépítés más bécsi magyar vagy épp nemzetközi szervezetekkel,
- egy jól strukturált szervezet belső működésének megismerése,
- egyéni fejlődés lehetősége
- kommunikáció,
- rendezvényszervezés,
- közösségi média kezelés,
- csapatmunka,
- kép- és videószerkesztés,
- weblap szerkesztés,
- prezentálás,
- kreativitás,
- valamint vezetői képességek fejlesztésének
- és szociális kapcsolatok kialakításának területén.[12]

## Az egyesület célkitűzései[1]
Közösségi tevékenységek
Segítségnyújtás és tanácsadás például munkavállalással, tanulással vagy kiköltözéskor felmerülő kezdeti lépésekkel kapcsolatban.
Közösség építése
Rendszeres programjai révén a szervezet lehetőséget biztosít a bécsi magyar diákság számára új ismeretségek kialakítására, baráti kapcsolatok építésére, kikapcsolódásra, valamint egy összetartó és befogadó közösséghez való csatlakozásra.
Tájékoztatás
Az információátadás többféle módon valósul meg. Az információs hétvégéi, az mde.hu hivatalos honlap és a különböző közösségi média felületek segítségével, valamint középiskolák megkeresése esetén, online vagy személyes formájú előadásokkal.
Érdekképviselet
A Magyar Diákok Egyesülete képviseli a bécsi magyar hallgatók érdekeit, a fiatalokat érintő problémákban. Ennek érdekében tagja az Ausztriai Magyar Szervezetek Kerekasztalanak (Runder Tisch der Ungarischen Organisationen in Österreich), amely összefogja és segíti az ausztriai magyar egyesületeket, valamint kapcsolatban áll több nemzetközi diákszervezettel, mint a szlovákiai magyar diákok érdekeit képviselő Diákhálózat.

## Állandó programok és rendezvények

### Információs hétvége
Az Információs hétvége a Magyar Diákok Egyesületének legnagyobb és legrégebbi állandó rendezvénye. 2016-óta minden évben, 2023-óta pedig évente kétszer is megrendezésre kerül. Ahogy az az esemény nevéből is kiderül, ez egy olyan hétvége, ami a bécsi továbbtanulással kapcsolatos információk átadásról szól. A rendezvény elsősorban 11.-12. osztályos középiskolás diákoknak szól, akik a bécsi továbbtanulási lehetőségek után érdeklődnek. 
Az eseményt hagyományosan a februári és márciusi hónapokban rendezik meg. A programok péntek délutántól vasárnapig tartanak. A pénteki napon a diákok Bécsbe érkezésük után elfoglalják a szállásukat, majd egy ismerkedős este keretein belül megismerhetik egymást, valamint az egyesület tagjait. A szombati nap előadásokkal kezdődik, amik során a hallgatók bemutatják a legnagyobb bécsi egyetemeket és a felvételi rendszert. A diákok olyan témákról tudhatnak meg többet, mint a lakhatás, az ösztöndíjak, a munkavállalás és a kiköltözés utáni első lépések. Ezek után lehetőségük van személyesebb, kiscsoportos beszélgetésekben is részt venni, ahol feltehetik az egyetem- illetve szakspecifikus kérdéseiket. A programot az egyetemi körbevezetések követik, a napot pedig egy közös pizzázással egybekötött társasjáték est zárja. A vasárnapi nap kétféleképpen alakulhat. Délelőtt a diákokat az egyesület tagjai kikísérik a vasútállomásra, ahonnan hazaindulhatnak vagy lehetőség van a város egyéni felfedezésére, majd az egyéni hazautazásra is. 
Az esemény célja, hogy a középiskolás diákok a hétvége után tisztábban láthassák továbbtanulási lehetőségeiket és segítsen nekik pályaválasztásukban.

### Gólyaavató és gólyafészek
Szeptember és október a gólyák hónapjai. Minden év szeptemberében, 4 héten keresztül, péntekenként kerül megrendezésre a Gólyafészek nevű eseménysorozat. Az esemény célja, hogy lehetőséget biztosítson a frissen kiköltözött magyar egyetemistáknak az ismerkedésre, a már itt tanuló diákok segítséget nyújthassanak a gólyáknak kezdeti nehézségeikben, valamint megválaszolhassák felmerülő kérdéseiket. 
A negyedik Gólyafészek utáni hét a Gólyaavató hete. A gólyatáborok és gólyaavatók hagyománya Bécsben nem honosodott meg, ezért ezt az űrt igyekszik pótolni a Magyar Diákok Egyesülete (MDE). Az esemény egyetemfüggetlen, minden magyar diák számára elérhető, aki valamelyik bécsi egyetemen kezdi meg a tanulmányait. Az esemény kétnapos, péntek délutántól szombat estig tart. A pénteki napon csapatverseny keretén belül mérhetik össze a diákok a tudásukat, majd szombaton egy “Stadtrallye”-vel folytatódik a verseny. Az esemény eredményhirdetéssel és értékes nyereményekkel zárul.

### Bulik
Az MDE évente három-négy bulit is megszervez, amelyek rendszerint a Semesteropening vagy a Semesterclosing nevet viselik. Ezek közül a legkiemelkedőbb, a már hagyományosnak számító októberi Semesteropening buli. Az esemény a gólyaavató után kerül megrendezésre, ahol a gólyák és a tapasztaltabb egyetemisták, együtt ünnepelhetik meg a félév kezdetét. Ezen kívül az egyesület szervezett már mikulás bulit, bálokat és természetesen félévet lezáró Semeterclosing bulikat is.

### Társasjáték est
A társasjáték est az egyesület legnépszerűbb eseménye, amelyet minden hónapban megrendeznek. Az eseménynek egy bécsi társasjáték bár ad otthont, ahol, mivel nem csak az italválaszték, de a társasjáték-választék is változatos, ezért mindig szép számmal jelennek meg régi és új diákok egyaránt.

### Diáknapok
A diáknapok az egyesület legnagyobb tavaszi eseménye. Ilyenkor egy hét leforgása alatt több eseményre is várják a magyar egyetemistákat. A programok változatosak és évről évre bővülnek. Az évek során lehetőség volt már részt venni számháborún, sörpongon, sportnapon és Stadtrallyen is.

### Sportnap
Sok év kihagyás után, 2025-ben került megrendezésre a nagy sikerű Sportnap. Ezen a sporteseményen a diákok csapatokban mérhették össze tudásukat egy röplabda bajnokság során. A jó hangulatú nap eredményhiredetéssel és nyereményátadással zárult.

### Egyéb események
A már említett nagyobb rendezvények mellett számtalan kisebb eseményt is szervez az MDE, hogy mindenki megtalálhassa a számára tetsző programot. Igazán kedveltek a sörpong bajnokságok, a kocsmatúrák és a pubkvízek, valamint a tipikus téli programok, mint a közös karácsonyi vásározás, jégkorcsolyázás vagy a közös filmnézés. Azok számára, akiknek fontos a kultúra ápolása, kulturális programokat is szerveznek, mint például a 2024 novemberében megtartott irodalom és versest.

## Kapcsolatok és együttműködések
A Magyar Diákok Egyesülete több nemzetközi szervezettel is együttműködik. Ilyen például az Ausztriai Magyar Szervezetek Kerekasztala (Runder Tisch der Ungarischen Organisationen in Österreich), egy olyan fórum, amely összefogja az Ausztriában működő magyar szervezeteket, és azok együttműködését, közös érdekképviseletét szolgálja. A Magyar Diákok Egyesülete egyike azoknak a szervezeteknek, amelyek aktívan részt vesznek a Kerekasztal munkájában, segítenek a programok szervezésében és különböző projektek megvalósításában. 
Ilyen közös projekt volt a 2024-es AchtUngarn fesztivál, amelynek a sikerességéhez az MDE egy Sörpong bajnokság szervezésével járult hozzá. 2024 és 2025 júniusában pedig a Gulyásfesztivál (Gulaschfestival) keretén belül nyújtott segítséget a Bécsi Magyar Munkásegyesületnek ( BMME). Rendszeresen működnek együtt a Bécsi Közgazdasági Egyetem hallgatói önkormányzatával (ÖH WU) és szerveznek közös bulikat vagy társasjátékestet, valamint az Bécsben működő egyéb diákkegyesületekkel, mint az EMIT vagy a HYA.  Az utóbbi két egyesület közreműködésével jöhetett létre 2024. novemberében az ’56 után… című irodalom- és versest. Ezenkívül a HYA-val közös beszélgetős estén, az EMIT-tel pedig egy közös túrázáson vehettek rész a magyar diákok. A 2019-ig évente megrendezésre kerülő Bécsi Magyar Bálon pedig a Club Pannonia egyesületének nyújtottak segítő kezet az esemény megszervezéséhez.

### Partnerek[49]
- MDE Alumni Club
- Bécsi Magyar Munkás Egyesület (BMME)
- Ausztriai Magyar Pedagógusok Egyesülete (AMAPED)
- Club Pannonia Archiválva 2024. június 18-i dátummal a Wayback Machine-ben
- ÖH WU Foreign Department
- Ausztriai Magyar Szervezetek Kerekasztala
- HYA Austria
- Pozsonyi Magyar Szakkollégium
- Diákhálózat
- Collegium Hungaricum
- Európai Magyar Ifjúsági Tanács (EMIT)
- Bécsi Magyar Délibáb Kultúregyesület
- Festival Travel

### Támogatók[49]
- Ilona Stüberl
- Billa AG
- Törley Pezsgőpincészet Kft.
- Ströck
- Studo

## Elérhetőségek
- Hivatalos honlap
- Instagram
- Facebook oldal
- Facebook csoport
- TikTok
- LinkedIn
- E-mail cím: info@mde.hu
- Cím: 1060 Wien, Mariahilfer Straße 1D